# Conus explorator
Espèce
Statut de conservation UICN

 NT  : Quasi menacé
Conus explorator est une espèce de mollusques gastéropodes marins de la famille des Conidae.
Comme toutes les espèces du genre Conus, ces escargots sont prédateurs et venimeux. Ils sont capables de « piquer » les humains et doivent donc être manipulés avec précaution, voire pas du tout.

## Description
La taille de la coquille varie entre 14,3 mm et 25 mm.

## Distribution
Cette espèce est présente dans la mer des Caraïbes au large de la Jamaïque.

### Niveau de risque d’extinction de l’espèce
Selon l'analyse de l'UICN réalisée en 2011 pour la définition du niveau de risque d'extinction, cette espèce se trouve en Jamaïque et dans les îles Cayman, y compris Grand Cayman et Cayman Brac. Son aire de répartition est restreinte, elle se trouve en partie le long d'un littoral situé principalement dans le nord de la Jamaïque qui comprend une zone de développement côtier, de ports et de récupération des terres. Les récifs coralliens de cette zone ont été sérieusement dégradés. Dans le reste de l'aire de répartition, les menaces sont probablement moindres. Cependant, cette espèce est inscrite dans la catégorie "Quasi menacée" car elle a presque atteint le critère B2, et il y a un déclin continu de la qualité de l'habitat.

## Taxonomie

### Publication originale
L'espèce Conus explorator a été décrite pour la première fois en 1990 par le malacologiste néerlandais Danker L. Vink dans la publication intitulée « La Conchiglia »,.

### Synonymes
- Conus (Dauciconus) explorator Vink, 1990 · appellation alternative
- Purpuriconus explorator (Vink, 1990) · non accepté

## Identifiants taxonomiques
Chaque taxon catalogué par les bases de données biologiques et taxonomiques possède un identifiant qui permet d'établir un point de référence. Les identifiants de Conus explorator dans les principales bases sont les suivants :
CoL : XXDD - GBIF : 6510829 - iNaturalist : 431965 - IRMNG : 11890533 - TAXREF : 151448 - UICN : 192256 - WoRMS : 426495